# Zámek Neuhaus am Inn
Zámek Neuhaus stojí v německé obci Neuhaus am Inn, na břehu řeky Inn, na hranicích s Rakouskem.

## Historie
Budova byla postavena na skále ve 14. století panovníky Bavorska na ochranu mostu přes Inn u Schärdingu. V letech 1750 až 1752 proběhla přestavba v rokokovém stylu pod dohledem stavitele Johanna Michaela Fischera. 
Zámek mnohokrát změnil majitele. V roce 1859 ho odkoupil Institut anglických pannen z Burghausenu od kněžny Augusty von Auersperg za 9000 guldenů. 
V letech 1902/03 byl pod vedením Johanna Baptista Schotta a stavitele Capellara přistavěn neobarokní kostel, který až do roku 1974 sloužil jako farní. 
V současnosti je v prostorách zámku umístěna reálná škola.